# Burebista

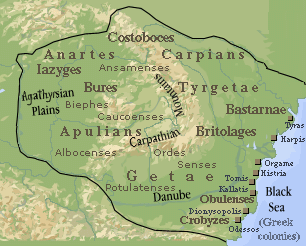
Najszerszy zasięg państwa Daków za panowania Burebisty

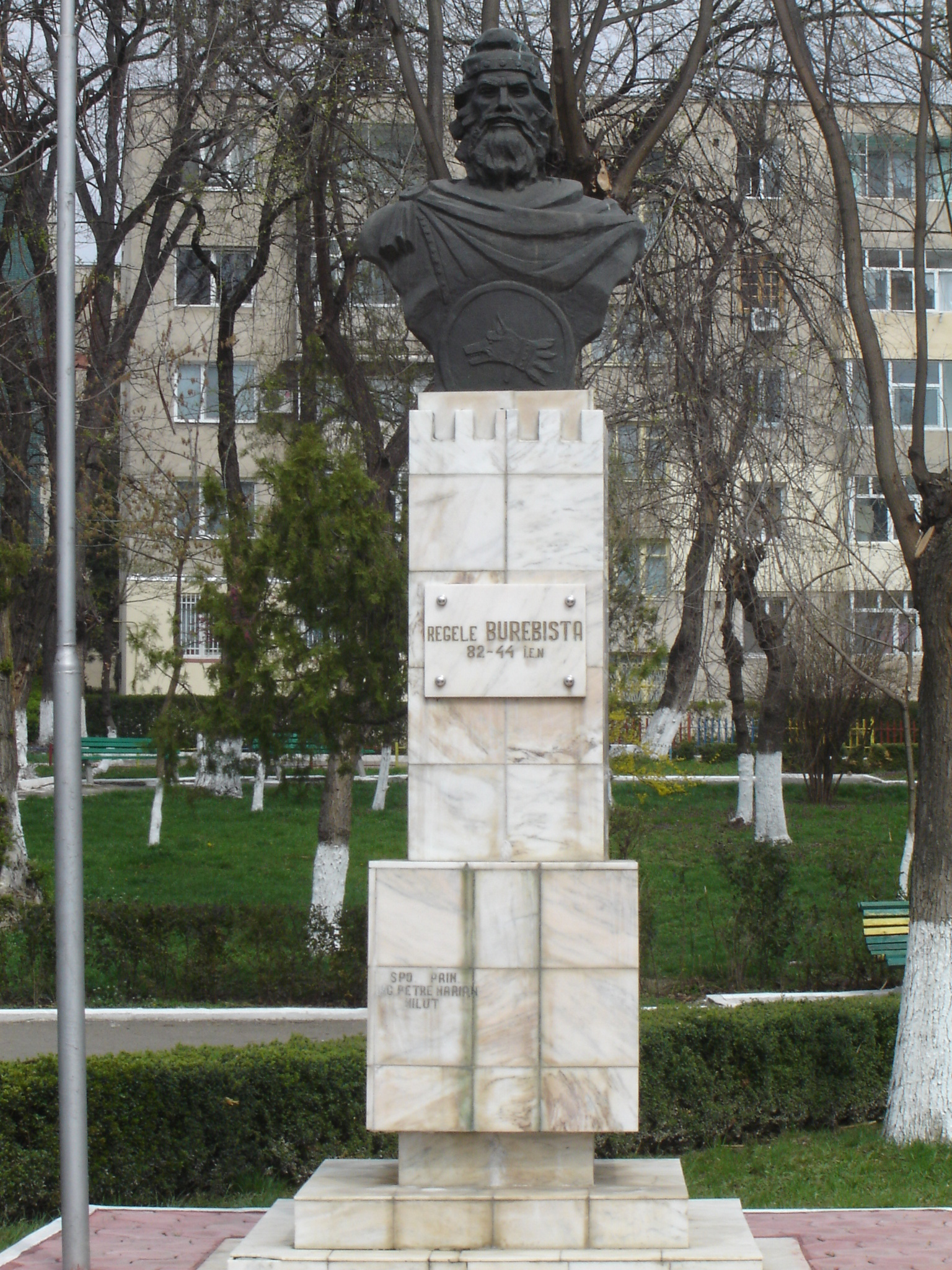
Pomnik Burebisty w Călărași

Burebista – władca Daków w I w. p.n.e. (do 44 r. p.n.e.), najbardziej znany obok Decebala z ich królów, pod którego rządami plemiona dackie zostały zjednoczone, a obszar państwa dackiego osiągnął największe w historii rozmiary.

## Panowanie
Burebista w 1. połowie I w. p.n.e. (być może już w latach 80.) zjednoczył plemiona dackie. Swą siedzibą uczynił fortecę Sarmizegetusa Regia w południowo-zachodnim Siedmiogrodzie. Według Jordanesa, opierającego się na wcześniejszych autorach, bliskim współpracownikiem Burebisty miał być kapłan o imieniu Deceneus. Prowadził szereg zwycięskich wojen z sąsiadującymi plemionami, stopniowo rozszerzając zasięg swojej władzy. Pokonał w długiej wojnie federację plemion celtyckich z Panonii (m.in. Bojów, niszcząc ich główny ośrodek w rejonie Bratysławy). Korzystając z zaangażowania Rzymu w trzecią wojnę z Mitrydatesem opanował Dobrudżę z licznymi greckimi miastami m.in. Histrią, Tomis, a nawet położonym bardziej na południe Odessos. Pokonał Bastarnów sięgając po ziemie między Karpatami a Dniestrem, łącznie z długim pasem wybrzeża czarnomorskiego pomiędzy deltą Dunaju i ujściem Dniestru, opanowując tamtejsze greckie miasta (m.in. Tyras, zniszczył wówczas także położoną dalej na wschód Olbię).
W 48 r. p.n.e. Burebista zaangażował się w rzymską wojnę domową, wiążąc się sojuszem z przeciwnikami Cezara. Klęska Pompejusza w bitwie pod Farsalos i jego rychła śmierć postawiła Burebistę przed niebezpieczeństwem odwetowego ataku Cezara. Ten jednak, zamordowany w 44 r. p.n.e., nie zdążył swego planu zrealizować. Burebista zmarł krótko później (okoliczności jego śmierci nie są znane, być może został zamordowany). Po jego śmierci państwo Daków rozpadło się na kilka niezależnych królestw.

## Znaczenie
Postać Burebisty była wykorzystywana w propagandzie nacjonalistycznej Nicolae Ceaușescu jako jeden z symboli historii państwa rumuńskiego i jego założyciel – w 1980 zorganizowane zostały w Rumunii huczne obchody 2050-lecia powstania "scentralizowanego i niezależnego państwa dackiego".